# Cylas brunneus
Espèce
Cylas brunneus, l'un des charançons de la patate douce, est une espèce d'insectes coléoptères de la famille des Brentidae, originaire des régions tropicales et subtropicales d'Afrique occidentale et centrale.
Ce charançon est l'un des principaux insectes ravageurs de la patate douce (Ipomoea batatas)) en Afrique, mais attaque également d'autres espèces du genre Ipomoea, comme Ipomoea eriocarpa et Ipomoea aquatica. Les dégâts sont causés par les larves qui creusent des galeries dans les tubercules, aussi bien dans les champs qu'en phase de stockage post-récolte. Cette espèce cohabite toujours dans les champs de patate douce avec une espèce voisine, Cylas puncticollis, le charançon africain de la patate douce. Les pertes peuvent atteindre 100 %, en particulier lors des saisons sèches prolongées. La chair des tubercules infestés devient amère et impropre à la consommation.